# Paratrotonotus rginae
Paratrotonotus rginae är en fjärilsart som beskrevs av Erich Martin Hering 1930. Paratrotonotus rginae ingår i släktet Paratrotonotus och familjen tandspinnare. Inga underarter finns listade i Catalogue of Life.